# Самаркандский государственный университет
Самарка́ндский госуда́рственный университе́т имени Шарофа Рашидова (узб. Sharof Rashidov nomidagi Samarqand davlat universiteti / Шароф Рашидов номидаги Самарқанд давлат университети) — один из старейших университетов Узбекистана и Средней Азии, второй по величине университет Узбекистана (после Национального университета Узбекистана в Ташкенте). Корпуса и многочисленные здания университета расположены в центральной части города Самарканд, в Университетском бульваре и вокруг него.

## История
По постановлению ПЦК КП Узбекской ССР от 22 января 1927 года, в столице Узбекской ССР — Самарканде (в 1925—1930 годах столицей Узбекской ССР являлся Самарканд) был организован Узбекский педагогический институт. Данное учебное заведение было одним из первых высших учебных заведений в советской Средней Азии. Для развития института, в Самарканд были направлены профессора и преподаватели с европейской части СССР, в основном из Москвы, Ленинграда и Киева. Одними из основателей университета были Садриддин Айни, К.Абдуллаев, В. Л. Вяткин и др.
Первым директором института был Николай Алексеевич Меркулович. Следующими ректорами были А.Мустокаев, А. В. Козырев.
В 1930 году учебное заведение было переименовано в Узбекскую государственную педагогическую академию и немного расширено. Первым его ректором был выходец из Казахстанского села Карнак Карим Абдулаев (1931—1935), позже ставший жертвой сталинских репрессий. В 1933 году на базе Педагогической академии и Узбекского государственного медицинского института, организован Узбекский государственный университет, ставший одним из крупнейших университетов в советской Средней Азии.
В 1930—1940 годы в ряды профессорско-преподавательского состава Узбекского государственного университета вошли ведущие представители движения джадидизма, такие как Абдурауф Фитрат, Гази Алим Юнусов, Сыддыкий Аджзи, Саидрасул Саид Азизи, а также в числе их, прошедшие аспирантуру М. Абдулкасымов, В. Абдуллаев, М. Муминов, М. Собиров, У. Турсунов, Ибрагим Муминов,С. Умеров, Р. Искандаров, А. Якубов, Ж. Кабилов.
В 1941 году в связи с 500-летием среднеазиатского тюркского поэта, философа, государственного деятеля тимуридского Хорасана — Алишера Навои, учившегося в 1460-х годах в медресе Самарканда, Узбекскому государственному университету было присвоено его имя. В том же 1941 году, университет был закрыт в связи с началом Великой Отечественной войны. В 1941—1944 годах, де-факто самаркандский университет был временно объединён с Ташкентским государственным университетом.
В 1944 году по инициативе Мусы Муминова и при поддержке Иосифа Сталина, университет был восстановлен. В 1944—1951 годах М.Муминов был ректором университета, который привлек к преподаванию таких крупных ученых как: С.Айни, У.Турсунов, И.Куклес,Р.Искандаров, И. И. Умняков и др. Были организованы стажировки преподавателей университета в ведущих научных центрах Москвы и Ленинграда.
С 1950-х годов обучение в университете стало проводиться и на узбекском языке. В 1961 году Узбекский государственный университет был переименован в Самаркандский государственный университет, который также носил имя Алишера Навои.
Из стен университета в разные годы вышли десятки крупных государственных, культурных и научных деятелей, писателей и поэтов. Наиболее известные из которых Шараф Рашидов, Хамид Алимджан, академик Ибрагим Муминов,Уйгун, академик Яхъя Гулямов,Мухаммад Асими, Абдулло Гани, Миртемир, Усман Насыр, Манзура Собирова, Хабиб Юсуфи, Вячеслав Скворцов, Александр Тихонов, Али Абдулкасымов, Убай Арифов, Мухаммадкул Нарзикулов, Андрей Пак, Шакир Селим, Магалим Субханкулов, Зарема Катушева, Хасан Пулат, Уткир Рашид, Алишер Ходжаев, Раъно Узакова, Адхам Хамдам, Шукур Саъдулло, Амин Умаров и другие.
Самаркандский государственный университет имеет своё издание в виде журнала, который называется «Научный вестник СамГУ». Журнал выходит 6 раз в год на русском и узбекском языках.
В мае 2016 года, из названия университета было исключено имя Алишера Навои. Такое решение было принято в связи с открытием нового вуза — Ташкентского государственного университета узбекского языка и литературы имени Алишера Навои.
В 1994 году на базе факультета иностранных языков СамГУ был создан Самаркандский государственный институт иностранных языков, первым ректором которого стал Ю. Н. Абдуллаев.
В 2019 году был ликвидирован старейший факультет университета — факультет узбекской филологии.

## Факультеты
В Самаркандском государственном университете 18 факультетов. 1. Математики 2. Физики 3. Биологии 4. Химии 5. Цифровых технологий 6. Истории 7. Географии и экологии 8. Дошкольного образования 9. Педагогики 10. Цифровой экономики 11. Русской филологии 12. Филологии (Узбекской, Таджикской, иностранных языков) 13. Психологии и социальных отношений 14. Факультет международных образовательных программ 15. Искусствоведения 16. Спорта и физической культуры 17. Агробиотехнологии и продовольственной безопасности 18. Юриспруденции

## Руководство
- 1944—1951 гг. — ректор Муса Муминович Муминов
- 1972—1985 гг. — ректор академик Акбар Касымович Атаходжаев
- 1985—1987 гг. — ректор академик Шавкат Алимов
- 1987—1992 гг. — ректор профессор Мавлон Джуракулов
- 1992—1995 гг. — ректор академик Толиб Мусаевич Муминов
- 1995—1996 гг. — и. о. ректора М.Нушаров
- 1996—1999 гг. — ректор академик Дж. Саттаров.
- 2004—2011 гг. — ректор профессор Т. Ш. Ширинов.
- 2011—2015 гг. — ректор профессор Улугбек Ташкенбаев
- 2015—2016 гг. — ректор профессор Алимджан Холмухамедов

С осени 2016 года ректором университета является доктор технических наук, профессор — Рустам Холмурадов, который возглавлял данный ВУЗ также в 1999—2003 годах.

## Музеи СамГУ
- Зоологический
- Исторический
- Археологический
- Музей Алишера Навои те
- Ботанический сад
- Оранжерея

## Подразделения СамГУ
1. Денауский институт предпринимательства и педагогики (Город Денау, Сурхандарьинской области РУз)
2. Джамбайский техникум цифровых технологий
3. Гулабадский Агробиотехнологический техникум
4. Школа одарённой молодежи
5. Академический лицей
6. Региональный центр переподготовки и повышения квалификации преподавателей высших учебных заведений.
На сайте университета для бесплатного скачивания предлагается большой перечень литературы медицинской тематики, в том российских авторов (пример). Информация о том, насколько это соответствует авторским правам правообладателей - отсутствует.